# Spartiniphaga mariae
Spartiniphaga mariae är en fjärilsart som beskrevs av Augustus Radcliffe Grote 1877. Spartiniphaga mariae ingår i släktet Spartiniphaga och familjen nattflyn. Inga underarter finns listade i Catalogue of Life.